# Samuel Johnston
Samuel Johnston (ur. 15 grudnia 1733, zm. 17 sierpnia 1816) – amerykański polityk.
Urodził się 15 grudnia 1733 roku w Dundee w Szkocji. W 1736 roku wraz z rodzicami wyemigrował do Ameryki. Studiował prawo. W latach 1780–1781 był członkiem Kongresu Kontynentalnego. Został wybrany pierwszym Prezydentem Kongresu Kontynentalnego, jednak odmówił przyjęcia tego stanowiska. W latach 1787–1789 był gubernatorem stanu Karolina Północna, a w latach 1789–1793 reprezentował ten stan w Senacie Stanów Zjednoczonych.